# Hersch Sokol

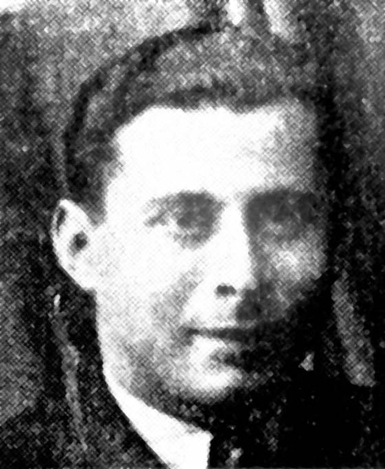
Hersch Sokol

Hersch Sokol (* 25. Oktober 1908 in Białystok; † Januar 1943 im Fort Breendonk) war ein polnischer Arzt und Funker der Roten Kapelle.

## Leben
Sokol war Arzt. Er besaß einen polnischen Pass, der in Berlin im September 1924 ausgestellt worden war. Er war verheiratet mit Miriam Sokol (Myra). Beide waren in der Kommunistischen Partei Belgiens tätig.
Von 1924 bis 1931 besuchte Sokol Belgien, Frankreich, England und die Schweiz. Zeitweilig führte er Aufträge für eine Südamerikanische Firma aus. 1938 wurde er zusammen mit seiner Frau Miriam aus Belgien vertrieben. 1939 wurde er als Kommunist in Frankreich interniert. 1940 wurde er von Trepper angeworben. Leon Großvogel wies ihn in die Arbeit mit dem Funkgerät ein. Später lief der gesamte Funkverkehr der Gruppe Großvogel über ihn. 1942 hielt er Verbindung zu Claude Spaak, bei dem er Geld und Dokumente hinterließ. Von April bis Juni 1942 war er der einzige Funker, der die Verbindung zwischen Trepper und Moskau aufrechterhielt. Am 9. Juni 1942 wurde er bei Paris verhaftet. Trotz Folter verriet Sokol niemanden.
Doktor Hersch und seine Frau Doktor Miriam Sokol wurden in Fort Breendonk gefoltert. Wilhelm F. Flicke war Zeuge, wie die Gestapo einen Hund auf ihn hetzte.